# Conopophaga
Conopophaga là một chi chim trong họ Conopophagidae.

## Hình ảnh

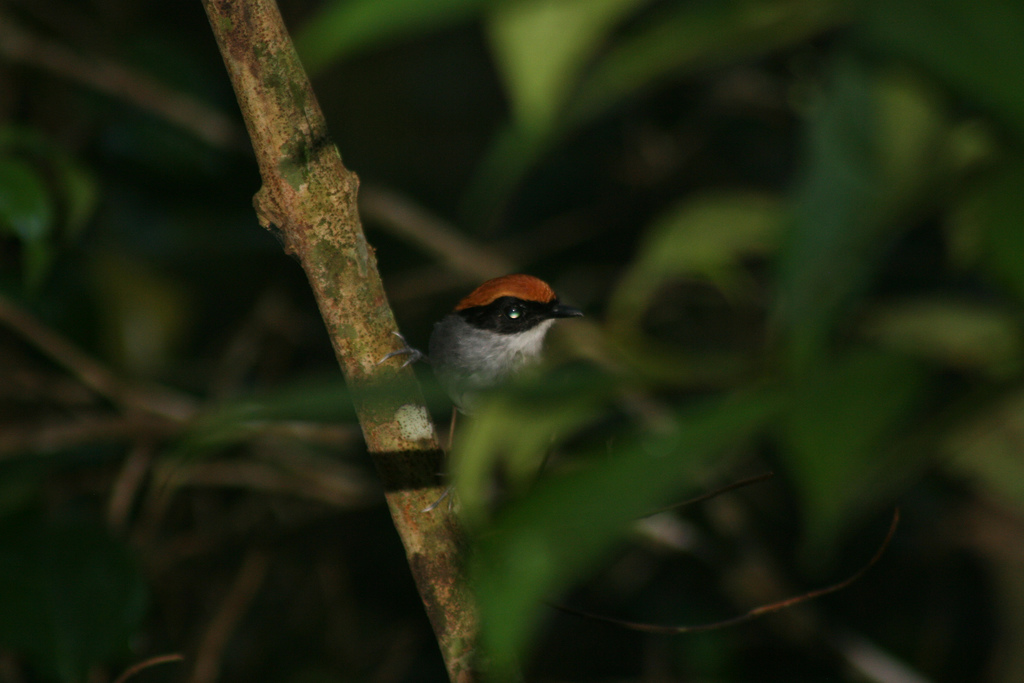
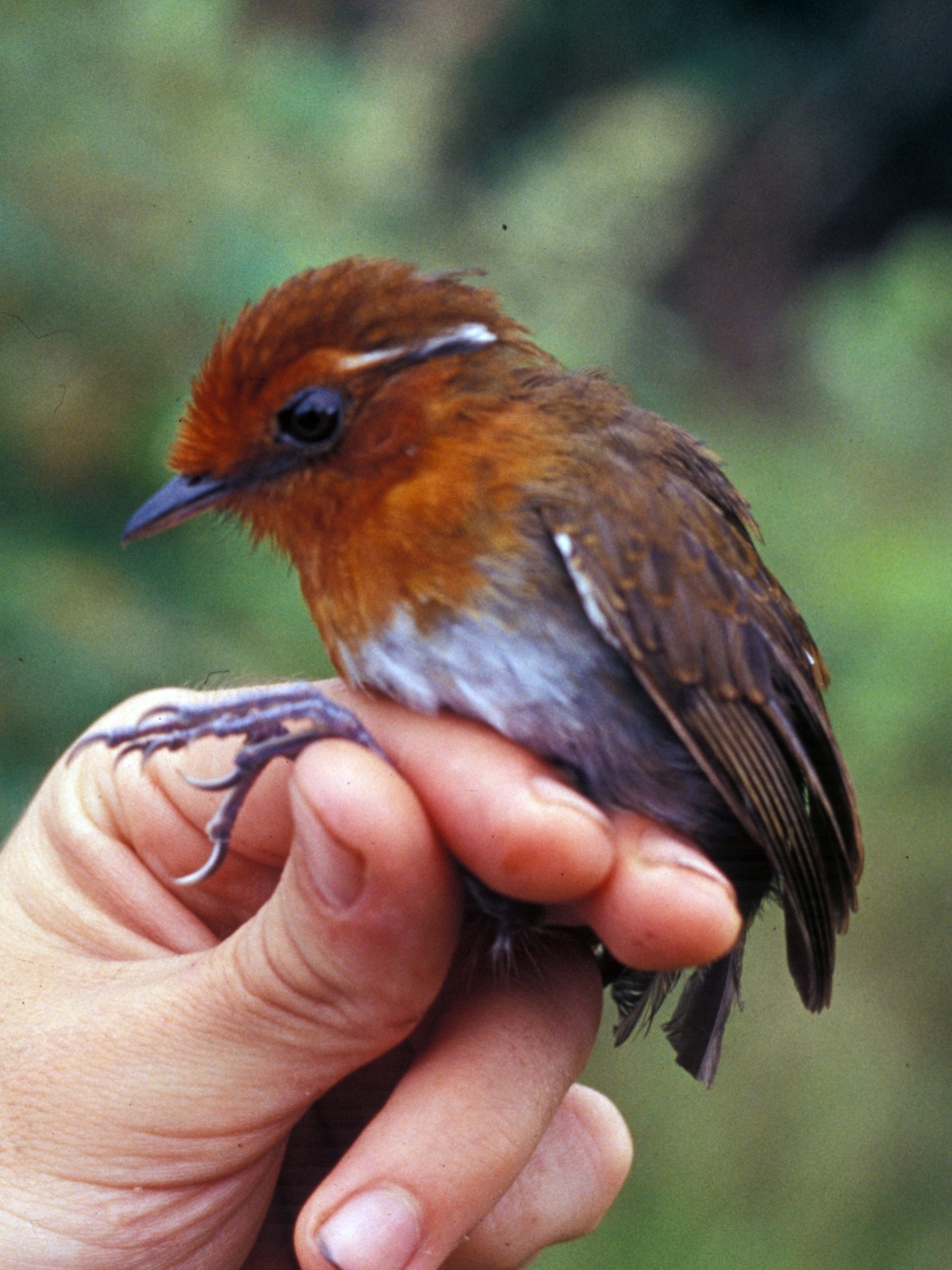
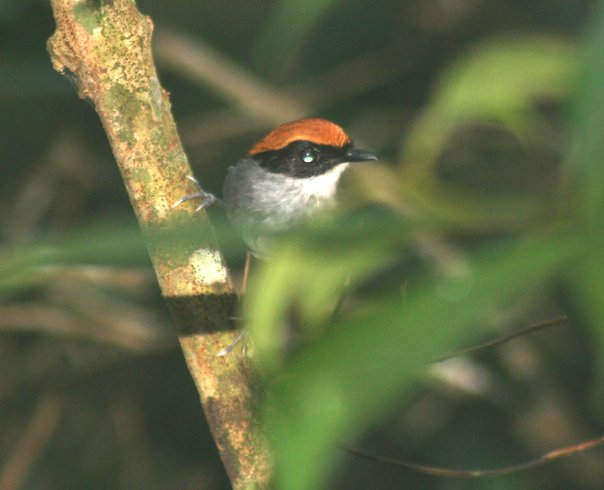
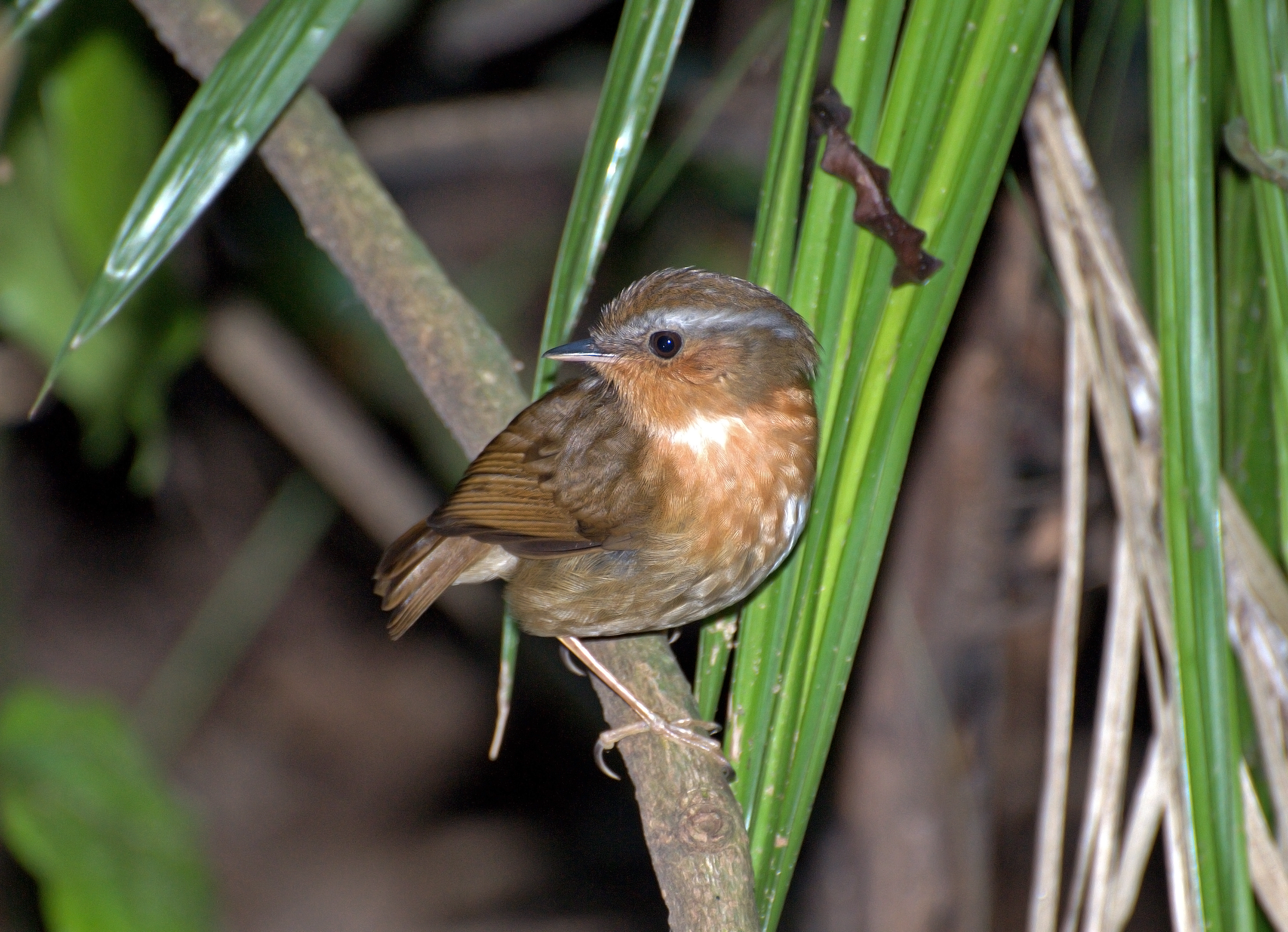
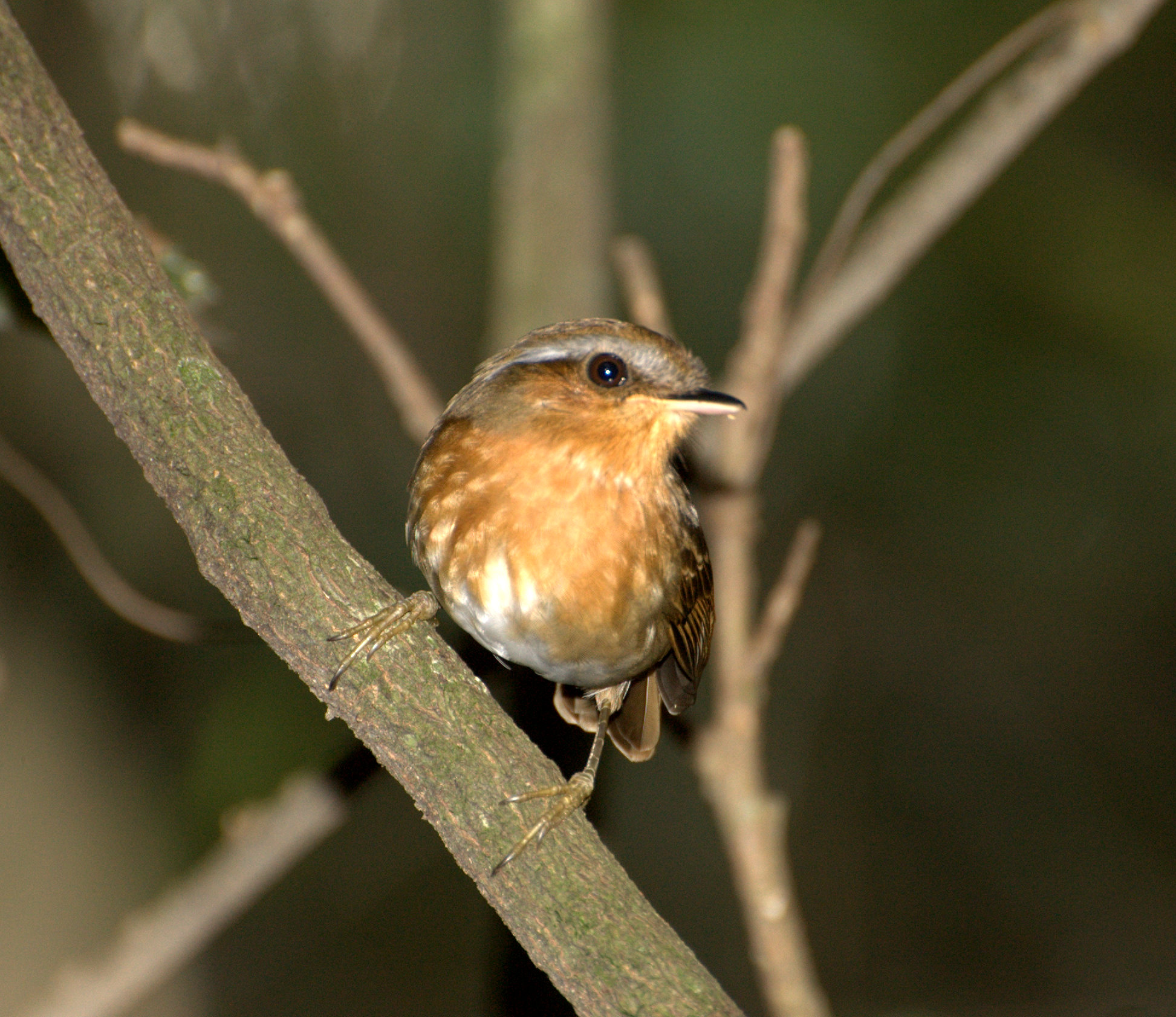